# 東信里 (臺中市)
東信里，是臺灣臺中市東區所轄的一里，為旱溪及大里溪所包夾，亦為旱溪的末端所在地。

## 地理
位於東區東側，西北為十甲里，東北與東英里接壤，東邊與南邊以大里溪與太平區相望，西南是東英里，西北則為樂成里。

## 設施

### 政府機關
- 東區區公所

### 景點
- 旱溪觀光夜市